# Fumaria rifana
Fumaria rifana är en vallmoväxtart som beskrevs av Lidén. Fumaria rifana ingår i släktet jordrökar, och familjen vallmoväxter. Inga underarter finns listade i Catalogue of Life.